# César Demetrio Suárez Cabrera
César Demetrio Suárez Cabrera (Porlamar, Nueva Esparta, Venezuela, 21 de junio de 1916 - Porlamar, Nueva Esparta, Venezuela, 25 de julio de 2003) Hijo Ilustre de Porlamar, fue político, orador y jugador de béisbol venezolano. Prefecto del Distrito Mariño durante los periodos 1984-1988 y 1991-1995. 
César Demetrio Suárez, mejor conocido como "Meche" Suárez, es reconocido como uno de los personajes más importantes e influyentes del siglo XX en el Estado Nueva Esparta, Venezuela. Su participación dentro de la política venezolana comenzó en 1939, al unirse al Partido Democrático Nacional (PDN 1937-1941) y posteriormente con Rómulo Betancourt junto a otras grandes personalidades de la izquierda política venezolana, se convierte en el séptimo (7.º) fundador del partido Acción Democrática en el Estado Nueva Esparta entre 1941-1942, el cual fue partido heredero de la ideología del PDN. 

## Ascendencia, matrimonio y descendencia

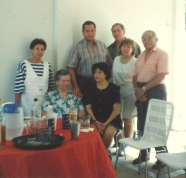
Familia Suárez Fuentes.

Nació el 21 de junio de 1916 en Porlamar, estado Nueva Esparta, hijo legítimo de María Natividad Cabrera e Hipólito Apascacio Suárez, quien realizaba las labores del campo en conjunto a la pesca de perlas como buzo de escafandra, siendo su principal proveedor de oxígeno su pequeño hijo "Meche" Suárez. 
Después de varios años de noviazgo y tras probar en reiteradas ocasiones la lealtad y fidelidad de su amor, el 3 de noviembre de 1946 en la Ciudad de Porlamar contrae matrimonio con su adorada Olga Lucila Fuentes Marcano, vínculo del cual tuvo 6 hijos: Hildred María, César Augusto, Vilma Rosa, Zulma Margarita, Rómulo Fidel y Franklin Alberto (estos últimos con nombres en homenaje a los presidentes Rómulo Betancourt y Franklin Delano Roosevelt a los cuales admiraba profundamente y se regía por sus políticas y ejemplos).

## Vida política

### Inicios en la política

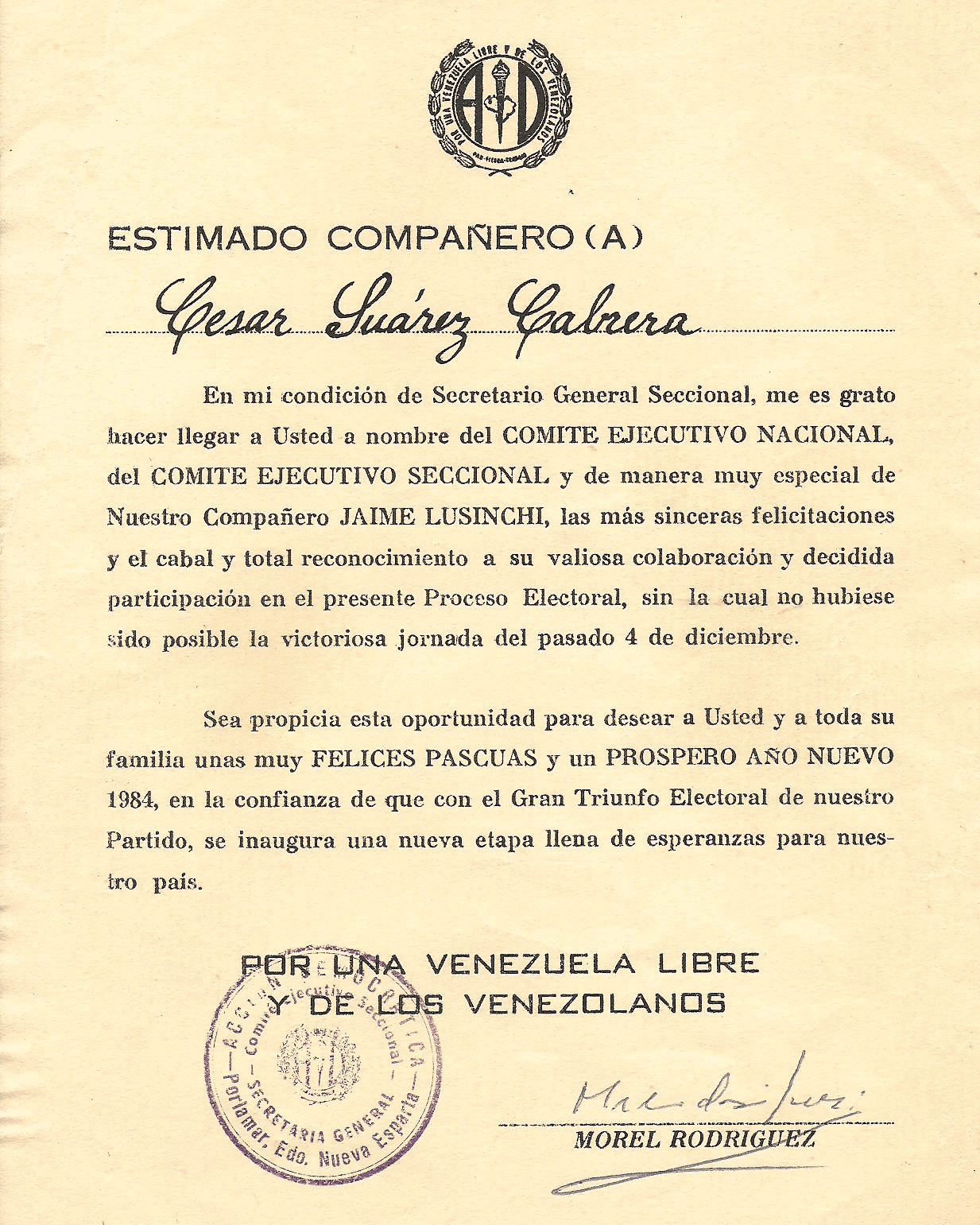
Comunicado del Gobernador Morel Rodríguez en nombre de Acción Democrática.

Desde muy pequeño se vio interesado en los derechos de igualdad social y justicia, los cuales serían reforzados por sus padres quienes pertenecían al partido clandestino Agrupación Revolucionaria de Izquierda (ARDI) y se situaban en una condición opositora al régimen del momento.
Se moviliza en 1940 a la ciudad de Caracas en busca de empleo y participa activamente en el Partido Democrático Nacional (PDN), hasta que conoce al líder político Rómulo Betancourt quien pronto se convertiría en una gran influencia para "Meche" Suárez, no solo por su ideología y carácter, sino por su ejemplo cívico y moral. Posteriormente en 1941 en conjunto a grandes líderes políticos de la época, se convierte en el séptimo (7mo) Fundador del partido Acción Democrática en el Estado Nueva Esparta, partido al que dedicó gran parte de su vida y al que se refería como "el partido de Rómulo".
En 1945 ante la negativa del gobierno de Isaías Medina Angarita de legalizar las elecciones populares, se suma a la revolución del 18 de octubre junto a su hermano Héctor Ildefonso Suárez y los demás adeptos de Acción Democrática con la intención de instaurar un gobierno de transición que garantizara la constitución de diversos decretos ley de emergencia y de elecciones libres en los venideros años de la nación, logrando así el derrocamiento del presidente en curso e instaurando como presidente provisional de la Junta Revolucionaria de Gobierno, integrada por civiles y militares a Rómulo Betancourt el 19 de octubre de 1945.
En los siguientes años comienzaría la persecución de los Adecos y otros partidos políticos por el gobierno militar de Marcos Pérez Jiménez quien asume el poder tras el derrocamiento del presidente Rómulo Gallegos en el Golpe de estado de 1948 (bajo el mando de una junta militar encabezada por Carlos Delgado Chalbaud), lo que obligaría a muchos activistas al exilio del país, sin embargo, "Meche" Suárez retorno a la Isla de Margarita donde se mantuvo en la clandestinidad, recibiendo órdenes y mensajes de los líderes del partido, para mantener vivo el espíritu de Acción Democrática. Sin embargo esta condición le impedía conseguir trabajos regulares, restringiendo así sus ingresos económicos e impidiendo el sustento de su familia, por lo cual resolvió dedicarse a la caza y a la pesca para solventar dicha situación mientras la dictadura de Pérez Jiménez se mantenía. 
Durante una de las reuniones clandestinas del partido el dirigente José Ángel Filiberto (el cual se convertiría muchos años después en el Ministro de Relaciones Interiores durante el gobierno de Carlos Andrés Pérez) solicitó la ayuda a sus seguidores para la misión de "extracción de claves" de la Seguridad Nacional, quienes eran la policía represiva del gobierno, y al carecer de la tecnología actual tramitaban sus movimientos a través de "claves", para lo que solo dos voluntarios se ofrecieron, aun cuando sabían que probablemente de ser descubiertos serían apresados, torturados e incluso un destino peor que la muerte, estos hombres valientes se alzaron en gallardía y asumieron dicha misión con la cual abrirían una brecha para encontrar la tan ansiada democracia, estos hombres fueron José Jesús Rodríguez y César Demetrio Suárez Cabrera. 
En 1959, con el naciente gobierno democrático de Rómulo Betancourt, este se desplaza por todo el territorio nacional con la intención de conocer de primera fuente las necesidades del pueblo en toda su extensión para garantizar que los venideros años sean de productividad para Venezuela, y es cuando en su recorrido al dirigirse a la Isla de Margarita decide que sus únicos escoltas en la región sean personas de su alta confianza, como lo eran Justo Alfonso y "Meche" Suárez.

### Prefectura Distrito Mariño

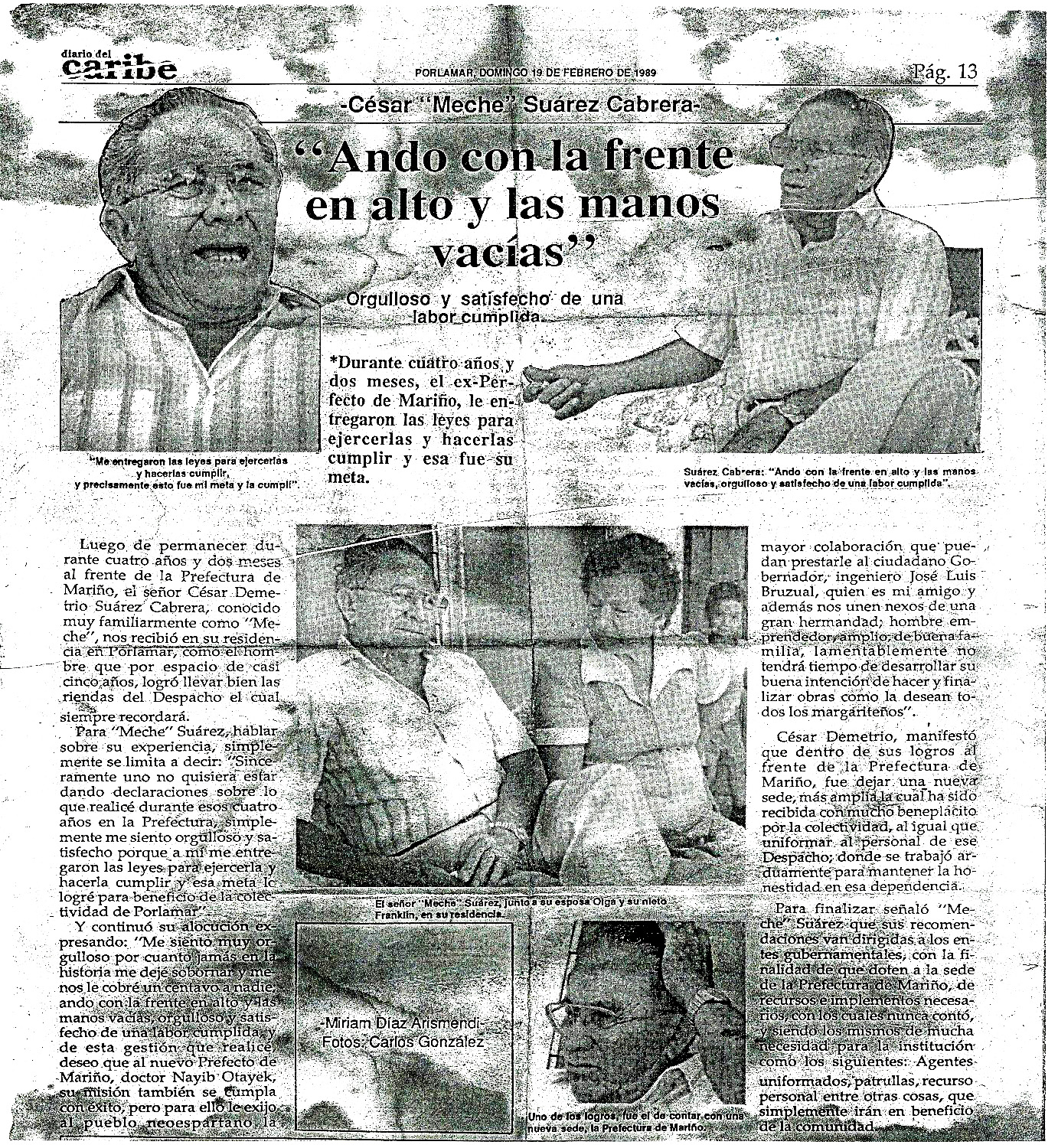
Artículo de Periódico entrevista al Prefecto César Suárez.

Una vez caída la dictadura Pérezjimenista y con el amanecer de la galopante democracia, "Meche" Suárez se dedicó a la construcción de obras públicas y sanitarias, hasta que durante el gobierno de Jaime Lusinchi, el Sr Virgilio Avilas Vivas Gobernador del Distrito Federal, le ofrece el cargo de Prefecto del Distrito Mariño, lo cual no aceptó de inmediato por no sentirse apto para el puesto, sin embargo fue la comunidad quien lo alentó a asumir el cargo puesto que conocían su trayectoria, sus valores y ejemplos motivando así su lugar en una entidad pública. 

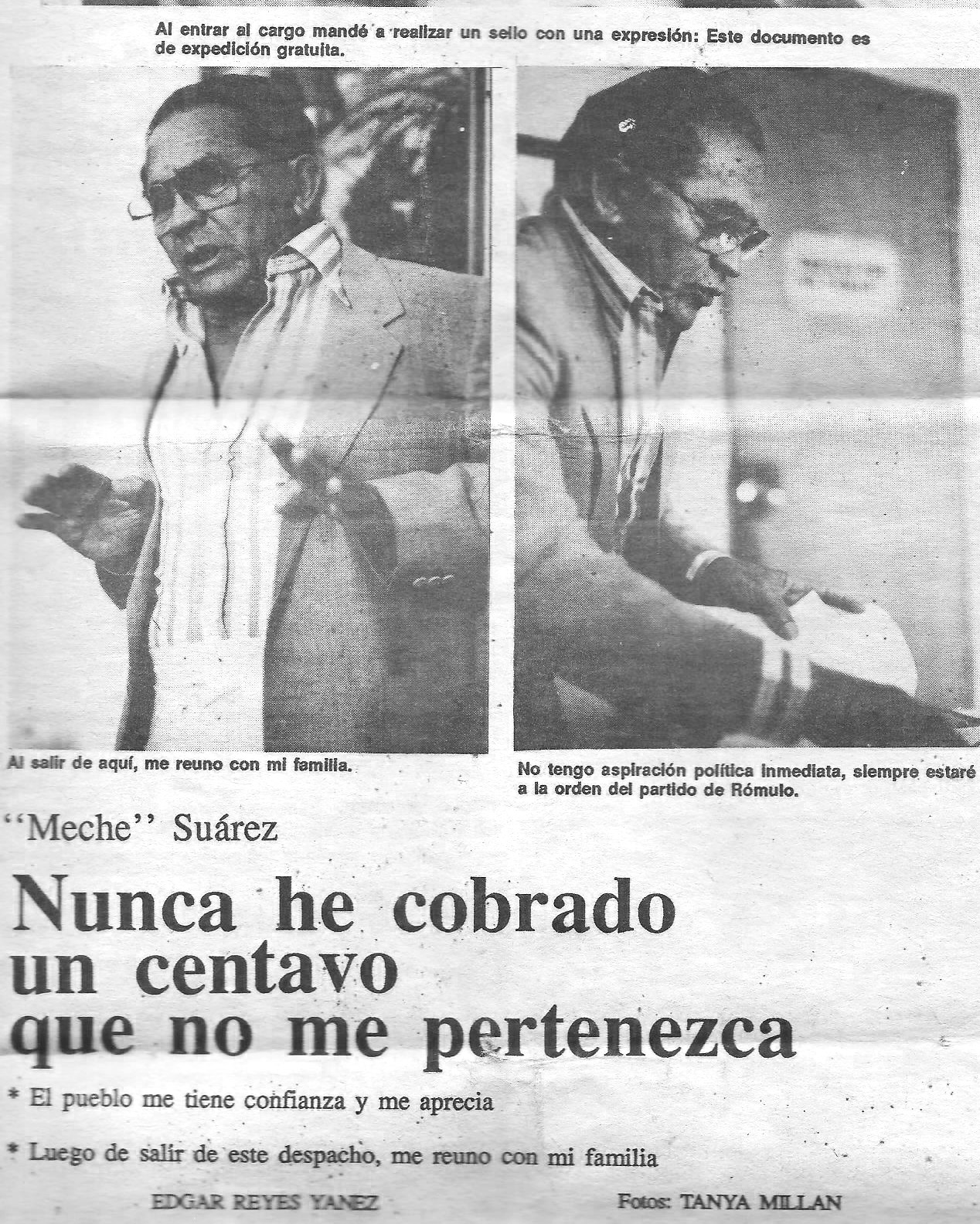
Declaraciones en la prensa Prefecto César Suárez.

Una de sus primeras gestiones al recibir la prefectura del Distrito Mariño en 1985 fue ordenar un sello con el letrero "este documento es de expedición gratuita" e incluso en varias oportunidades hacía entrega de los documentos pertinentes a sus interesados personalmente para evitar eventuales irregularidades, puesto que estaba en contra de la corrupción que ahoga a las entidades públicas y el abuso de autoridad que esto conlleva, por lo que creía ciegamente en hacer cumplir las leyes dentro y fuera del recinto.
Durante su gestión como prefecto del distrito Mariño instauró una serie de medidas para concientizar a la contingencia de trabajadores del sector informal (buhoneros) los cuales pernoctaban en el Boulevard Guevara y en la Plaza Bolívar de Porlamar, entre las que destacaba el arresto durante 72 horas y posteriormente de 8 días cuando eran reincidentes, debido a que su constante permanencia en el centro de Porlamar producía con cierta frecuencia alteraciones del orden público.
Uno de sus logros al frente de la prefectura de Mariño fue dejar una nueva sede más amplia para el beneficio de la colectividad, y el uniformar al personal de ese Despacho donde se trabajó arduamente para mantener la honestidad en esa dependencia, con la esperanza de que los entes gubernamentales dotaran dicha sede con los recursos e implementos necesarios que para la fecha no se tenían y que eran una limitación para el trabajo efectivo.
También tenía cierta autoridad sobre la instancia que aplicaba la Ley de Vagos y Maleantes, la cual inicialmente pertenecían a las prefecturas, por lo que sancionaba a los que infrinjan dicha ley con hasta 2 años de arresto en la Colonia móvil de El Dorado.
Posteriormente en 1994, debido a la gran labor ejecutada por "Meche" Suárez, se decide nombrarlo Comisionado de todos los prefectos, cargo en el que no duró mucho tiempo debido al cambio de Gobernador, Morel Rodríguez no compartía las políticas restrictivas de Suárez, y dispuso ofrecerle aparentes vacaciones, para lo que este a su regreso conseguiría a alguien más en su cargo e indignado decidiría negarse a cualquier trabajo que se desempeñara en la vida gubernamental.

## Vida Deportiva

### Pitcher Estrella

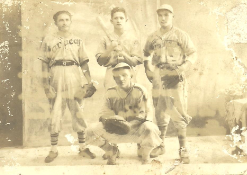
César Suárez Picher Estrella.

Desde su juventud el joven "Meche" Suárez se inclinaba por el béisbol, deporte que se volvió su pasión, y desde pequeño inició prácticas de este deporte con sus familiares y amigos en las calles de Porlamar, hasta que en 1927 participa en la selección Neoespartana de Béisbol destacándose en habilidades de lanzador, proporcionando a su equipo algunas victorias importantes, como la mencionada victoria Zonal "AA" celebrada en el Estado Monagas en 1940. Posteriormente por razones económicas se traslada a la ciudad de Caracas a mediados de 1940 en busca de trabajo como constructor, pero sin abandonar su idea de jugar béisbol, actividad que practicaba recreativamente los fines de semana en un estadio local de Maiquetía, por lo que eventualmente fue fichado por el equipo Cervecería Princesa (el que luego se convertiría en 1942 en Cervecería Caracas) como Pitcher reserva.

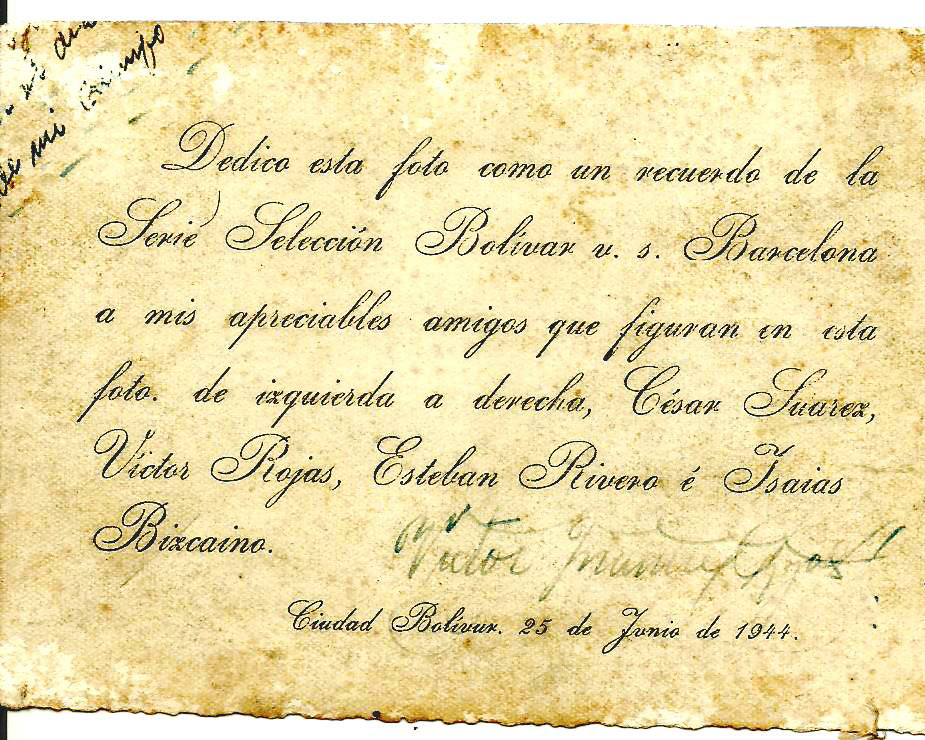
Recuerdo de Víctor Davalillo

Debuta en 1943 en el equipo Cervecería Caracas como lanzador, ayudando al equipo a conseguir 2 títulos, cuando posteriormente estos junto a otros 3 equipos nacionales (Navegantes del Magallanes, los Sabios del Vargas y Patriotas de Venezuela) deciden formar la  Liga Venezolana de Béisbol Profesional. Tuvo el privilegio de jugar junto a grandes personalidades entre los que destacaba Víctor Davalillo (Vitico), Alfonso “Chico” Carrasquel, Isaías Bizcaino y Víctor Rojas. Desafortunadamente en 1945 abandona el equipo para unirse al golpe de estado cívico-militar del 18 de octubre.
Una vez regresado a Nueva Esparta participa nuevamente en la selección Neoespartana de Béisbol, trayendo consigo nuevas experiencias adquiridas en Caracas, lo cual le atribuye el apodo de "Pitcher Estrella" entre sus compañeros y la fanaticada neoespartana, la cual se embelesaba durante los partidos al son de los "strike" que se le cantaban a los bateadores contrincantes.

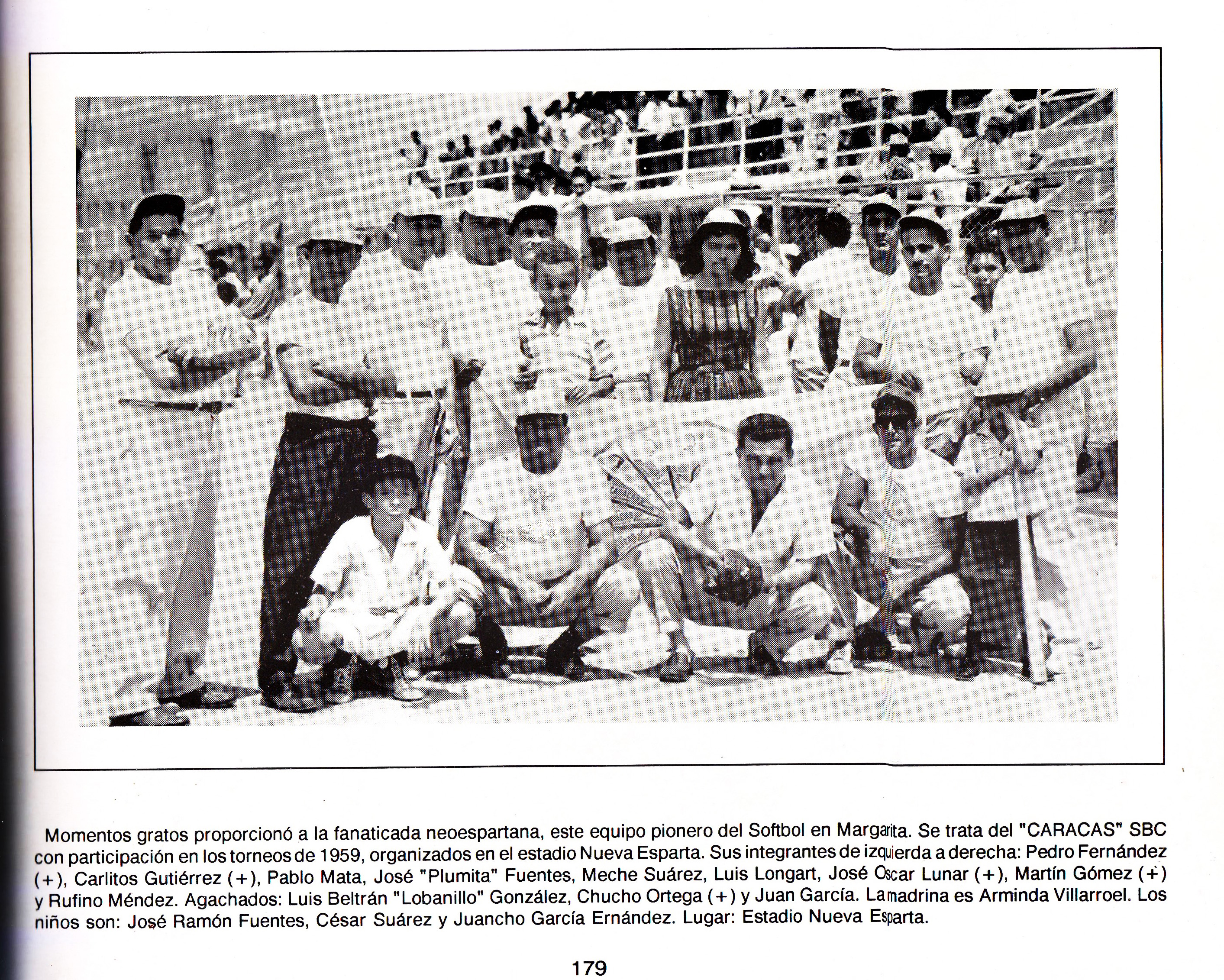
Equipo Pionero Softball Margarita

### Otras actividades
En sus tiempos libres le gustaba recrearse con la práctica de cacería, pesca, softbol y ciclismo, en la cual destacó en reiteradas oportunidades tanto a nivel local como estatal.